# Phytomyxea

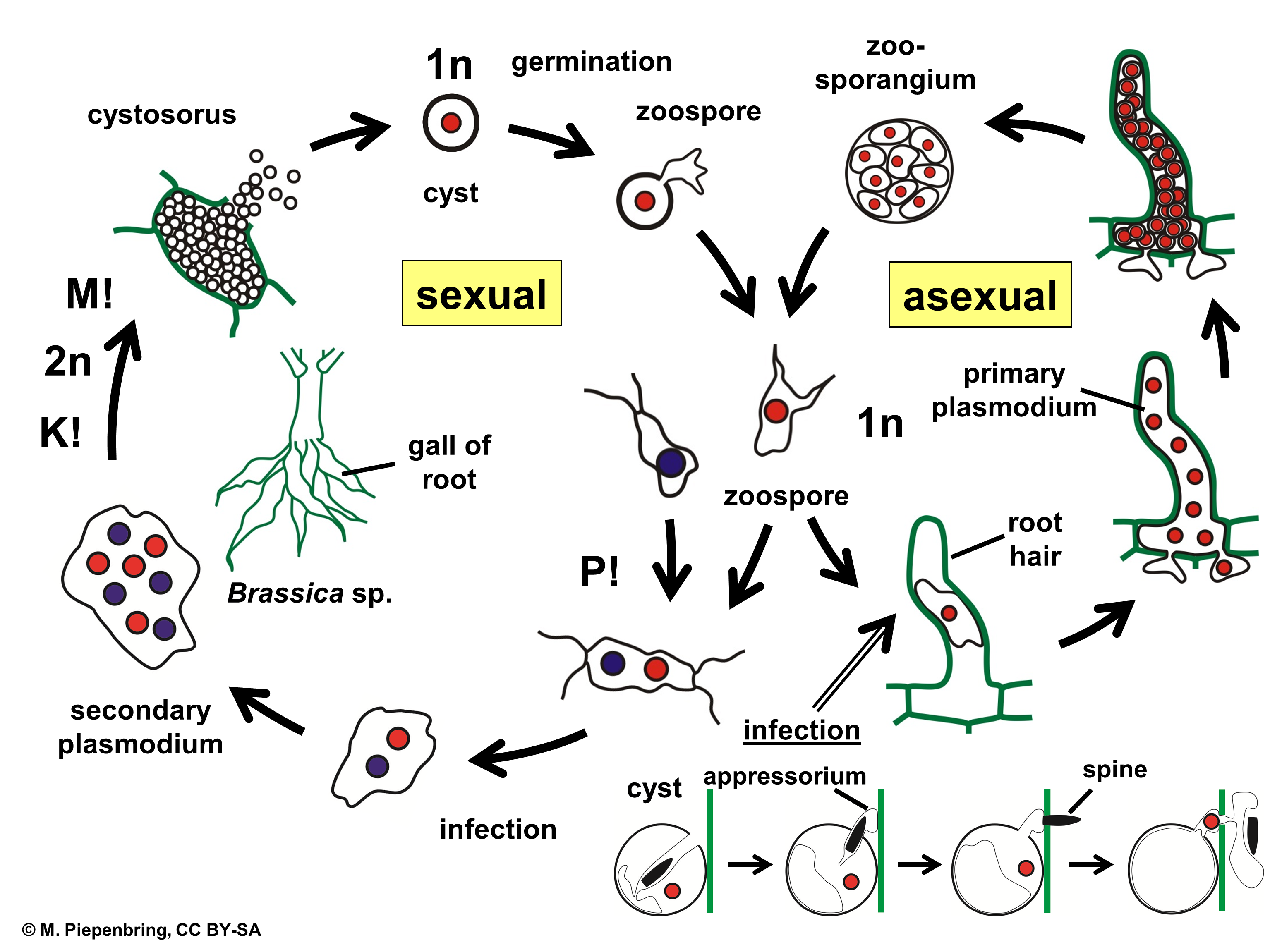
Plasmodiophora brassicae életciklusa káposztán.

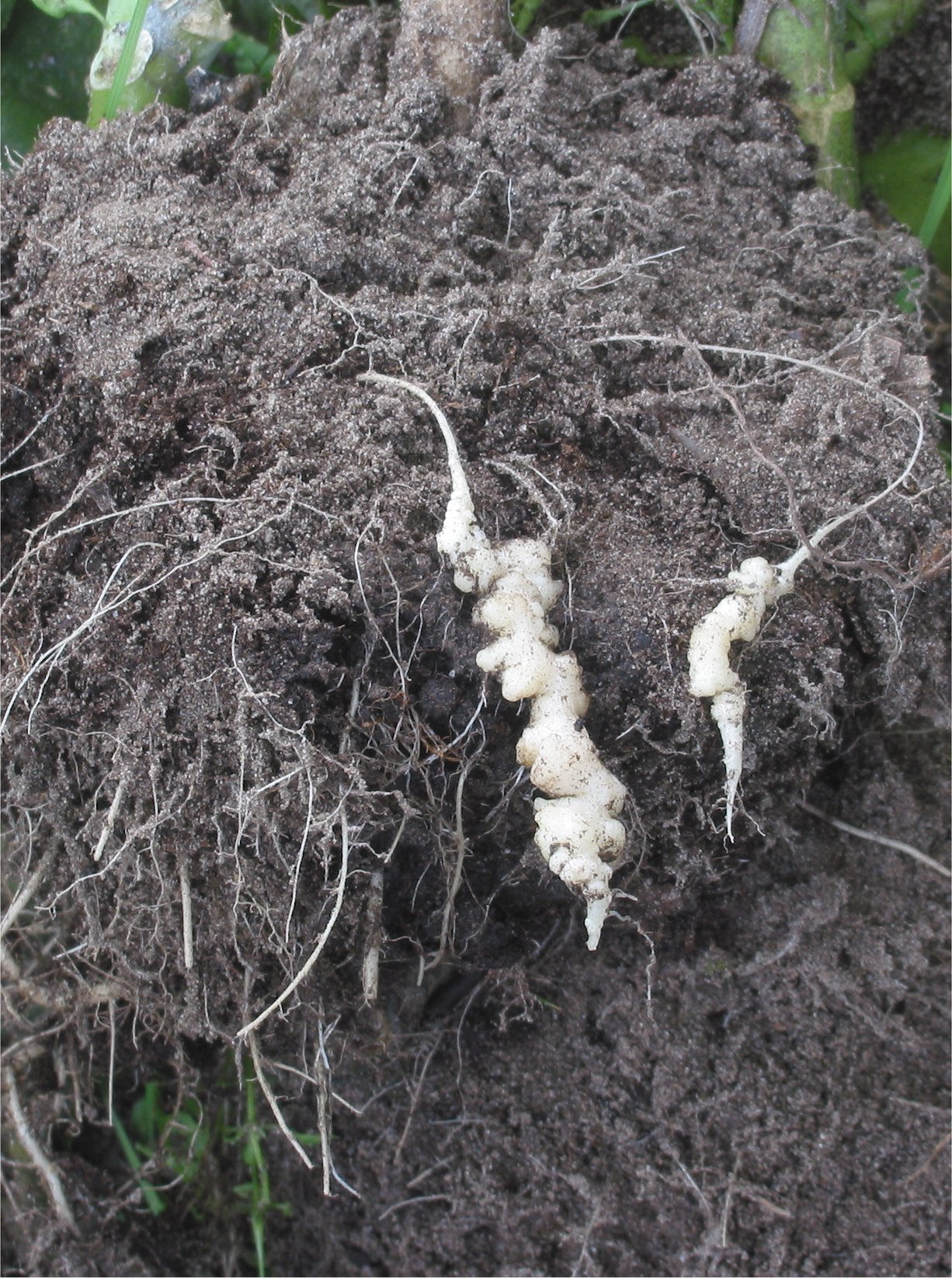
Káposztagolyva karfiolon

A Phytomyxea kozmopolita obligát biotróf növény-, diatóma-, Oomycetes- és barnamoszat-paraziták osztálya. 2 rendje a Plasmodiophorida (ICZN; más néven Plasmodiophoromycota (ICN)) és a Phagomyxida. A Plasmodiophorida általában patogén vagy vírusvektor a terményekben (például káposztagolyva a Brassicaceaeben, spongospórás varasodás a burgonyafélékben, rizománia a céklafélékben, különösen a Beta vulgaris saccharifera és néhány spenót esetén).

## Ökológia
Trópusi és mérsékelt övezeti óceáni területekből is ismert. Feltehetően a spórák a téli hideget vagy gazdáik hiányát vagy ökoszisztémában való alacsony mennyiségét túlélhetik.

## Életciklus
Általában növényi sejtekben fejlődik, a fertőzött szöveten gubacsokat okozva. Fontos Phytomyxea-betegségek például a káposztagolyva a káposztafélékben és a spongospórás varasodás. Ezeket Plasmodiophora-, illetve Spongospora-fajok okozzák.
Vegetatív formája, a plazmódium szincitium. Ez új spórákat képezve osztódik, melyek kiszabadulnak a gazda sejtjei robbanásakor. Nyugalomban lévő spórák és két sima ostorral rendelkező mozgó zoospórák is termelődnek a különböző szakaszokban. A plazmódiumban az osztódó magok keresztszerűek.
Összetett életciklusukban 2 szabadon mozgó zoospóra-állapot, 2 gazdához kötött plazmódiumállapot, egy vékony falú zoospórangium-állapot és egy vastag falú nyugalmi spóraállapot található. Nem ismert, mikor, hogyan történik bennük meiózis.

## Történet
1860-ban és 1887-ben Anton de Bary a „vitatott Mycetozoa”, 1878-ban Woronin a protiszták közé sorolta, később más zoospórás gombákkal és sárgásmoszatokkal együtt a Mastigomycotához sorolták. Sparrow 1960-ban a vízi moszatgombák közé sorolta, molekuláris elemzések szerint pedig a Rhizaria tagja.
2011-ben Neuhauser és Kirchmair a Sorosphaerula nevet javasolták a Sorosphaera J. Schröter 1886 helyett, mivel utóbbit 7 évvel korábban Brady likacsosházú-nemzetségre használta.
2020-ban 18S rRNS alapján Hittorf et al. kimutatták, hogy a Spongospora és a Plasmodiophora nemzetségek polifiletikusak, utóbbi két faja különböző rendekbe tartozik: a Plasmodiophora brassicae a Plasmodiophorida, a Plasmodiophora diplanterae a Phagomyxida rendbe, utóbbi így eredeti nevét (Ostenfeldiella diplanterae Ferd. et Winge 1914) kapta vissza. Ugyanekkor fedezték fel Kolátková és társai a Marinomyxa nemzetséget.
2022-ben Hittorf et al. 18S rRNS alapján kimutatták, hogy a korábban Sorosphaerula radicalisnak nevezett faj is a Hillenburgia nemzetség tagja, így átnevezték Hillenburgia radicalisra.
2024-ben szekvenálták a Plasmodiophora brassicae teljes genomját.

## Besorolás
A Plasmodiophoridát eredetileg nyálkagombáknak tekintették plazmódiumállapota miatt, és gyakran hibásan gombáknak sorolják be, így például a Plasmodiophoromycotához hasonló neveket adva. Azonban genetikai és ultraszerkezeti tanulmányok szerint a Rhizaria Endomyxa törzsének tagjai, a Cercozoa közeli rokonuk.
- Classis Phytomyxea Engler et Prantl 1897 em. Cavalier-Smith 1993
  -  ?Pongomyxa
  - Ordo Phagomyxida Cavalier-Smith 1993
    - Familia Phagomyxidae Cavalier-Smith 1993
      - Phagomyxa Karling 1944
      - Ostenfeldiella Ferdinandsen et Winge 1914[10]

  - Ordo Plasmodiophorida Cook 1928 em. Cavalier-Smith 1993
    - Familia Endemosarcidae Olive et Erdos 1971
      - Endemosarca Olive et Erdos 1971

    - Familia Plasmodiophoridae Berl 1888
      - Cystospora Elliott 1916 nomen dubium [Acrocystis Ellis et Halsted ex Halsted 1890 non Zanardini 1872]
      - Maullinia Maier et al. 2000
      - Phytomyxa Schröter 1886
      - Ligniera Maire et Tison 1911 [Anisomyxa Němec 1913; Rhizomyxa Borzí 1884; Sorolpidium Němec 1911]
      - Membranosporus Ostenfeld et Petersen 1930
      - Octomyxa Couch, Leitner et Whiffen 1939
      - Plasmodiophora Woronin 1877
      - Polymyxa Ledingham 1933
      - Pseudoligniera Hittorf et al. 2020[10]
      - Sorodiscus Lagerheim et Winge 1913 non Allman 1847
      - Sorosphaerula Neuh. et Kirchm. 2011
      - Spongospora Brunchorst 1887 [Clathrosorus Ferdinandsen et Winge 1920]
      - Hillenburgia Hittorf et al. 2020[10]
      - Sporomyxa Léger 1908
      - Tetramyxa Goebel 1884 [Molliardia Maire et Tison 1911]
      - Woronina Cornu 1872

## Fordítás
Ez a szócikk részben vagy egészben  a   Phytomyxea című angol Wikipédia-szócikk ezen változatának fordításán alapul.  Az eredeti cikk szerkesztőit annak laptörténete sorolja fel. Ez a jelzés csupán a megfogalmazás eredetét és a szerzői jogokat jelzi, nem szolgál a cikkben szereplő információk forrásmegjelöléseként.